# Émile Bénard
Henri Jean Émile Bénard (23 de junio de 1844-15 de octubre de 1929) fue un arquitecto y pintor francés.
Educado en la École des Beaux-Arts, ganó el prestigioso Concurso Internacional de Arquitectura Phoebe Hearst en 1899 por su proyecto Roma.
Entre sus trabajos destacan la construcción de la Facultad de Arquitectura de la Universidad de Berkeley, el proyecto para el Palacio Legislativo de México en 1909 -que se convertiría en el Monumento a la Revolución- y fue asistente de diseño de Charles Garnier en la afamada Ópera de París.